# Elophila responsalis
Elophila responsalis là một loài bướm đêm trong họ Crambidae.